# Made Again
Made Again – dwupłytowy album koncertowy zespołu Marillion. Jest to jedyne wydawnictwo wydane w roku 1996. Druga część koncertu zapis całej płyty Brave nagranej na żywo.

## Lista utworów
CD 1
1. Splintering Heart
2. Easter
3. No One Can
4. Waiting to Happen
5. Cover My Eyes
6. The Space
7. Hooks in You
8. Beautiful
9. Kayleigh
10. Lavender
11. Afraid of Sunlight
12. King

CD 2
1. Bridge
2. Living with the Big Lie
3. Runaway
4. Goodbye to All That
5. Hard as Love
6. The Hollow Man
7. Alone Again in the Lap of Luxury
8. Paper Lies
9. Brave
10. The Great Escape
11. Made Again